# Petr Horníček
Petr Horníček (* 15. března 1976 Brno) je český umělec, akrobat a scénograf. Je jeden ze zakladatelů produkční společnosti United Arts, která zaštiťuje několik uměleckých projektů, nejvýznamnějším z nich je novocirkusový soubor Losers Cirque Company. V roce 2010 se společně se svým kolegou Zdeňkem Moravcem, jako duo DaeMen, stali prvními výherci televizní soutěže Česko Slovensko má talent.
Vystudoval Střední průmyslovou školu strojní v Brně, poté nastoupil na Technickou univerzitu v Liberci, obor projektování konfekční výroby.
Třikrát se stal mistrem České republiky ve Wu-shu (v disciplíně Chang Quan a Gun) a získal titul vicemistra Evropy z roku 2005 ve Wu-shu (v disciplíně Gun). V roce 2013 se stal druhým vicemistrem České republiky v lukostřelbě. 
Svou divadelní praxi započal v roce 2004 ve Stavovském divadle účinkováním v „hokejové“ opeře Nagano. Dále ztvárnil jednu z hlavních rolí v autorském projektu režijního tandemu SKUTR (Martin Kukučka, Lukáš Trpišovský) v představení Mistr a žák (premiéra 2007, Letní Letná). Na tyto umělecké aktivity navázalo stále angažmá v novocirkusovém souboru Cirk La Putyka, ve kterém působil až do roku 2011.
K zásadnímu zvratu v jeho kariéře došlo v roce 2010, kdy se stali se svým kolegou Zdeňkem Moravcem, jako duo DaeMen, prvními výherci talentové soutěže Česko Slovensko má talent. Po této události se začal Petr Horníček věnovat své autorské tvorbě. Se Zdeňkem Moravcem společně založili produkční společnost United Arts, pod jejíž hlavičkou vytvořili první projekt – divadelní kabaret Lidoskop (premiéra 2012, divadlo Hybernia). Necelé dva roky poté se stal spoluzakladatelem novocirkusové skupiny Losers Cirque Company, která má k roku 2020 na svém kontě již deset novocirkusových celovečerních představení.

## Profesní aktivity

### Divadelní inscenace
- Nagano – premiéra 2004, Stavovské divadlo, herec
- Mistr a Žák  – premiéra 2007, festival Letní Letná, herec
- La Putyka  – premiéra 2009, La Fabrika, herec
- UP'END'DOWN – premiéra 2010, Jatka 78, herec, choreografie
- Mahabharata – premiéra 2009, Divadlo ABC, herec
- muzikál Quasimodo – premiéra 2009, divadlo Hybernia, herec
- kabaret Lidoskop – premiéra 2012, divadlo Hybernia, herec, námět
- The Loser(s) – premiéra 2014, Losers Cirque Company, herec, spoluautor, choreografie
- Walls & Handbags – premiéra 2015, Losers Cirque Company, herec, návrh akrobatických modulů
- Beach Boy(s) – premiéra 2016, Losers Cirque Company, herec, námět, scéna
- Kolaps – premiéra 2017, Losers Cirque Company, herec, spoluautor, scéna
- Vzduchem – premiéra 2018, Losers Cirque Company, scéna
- EGO – premiéra 2018, Losers Cirque Company, herec, scéna
- Mimjové – premiéra 2020, Losers Cirque Company, spoluautor, scéna

### Další projekty
- Losers Open Air - 1. ročník festivalu: 17. – 23. 5. 2019, námět, scéna
- Losers Open Air - 2. ročník festivalu: 1. – 7.6. 2020, námět, scéna (zrušen z důvodu vládních opatření v souvislosti s pandemií covidu-19)[5]